# PDS 110
PDS 110 también conocida como HD 290380 o 2MASS J05233100-0104237 es una estrella joven en la asociación Ori OB1a La estrella es el más conocida por albergar el exoplaneta PDS 110b, que posee un sistema de anillos.

## Eclipses
Se observaron dos eclipses extremadamente similares con una profundidad de ~ 30% y duración ~ 25 días en noviembre de 2008 y enero de 2011. Interpretamos los eclipses como causados por la misma estructura con un período orbital de 808 ± 2 días. El cizallamiento sobre una sola órbita descarta el polvo difuso como la causa, favoreciendo la hipótesis de un compañero en 2 UA. Las características de los eclipses son consistentes con los tránsitos de un planeta invisible de baja masa (1.8 - 70 MJup) o una enana marrón con un disco circun-secundario de diámetro ~0.3 UA. Se prevé que el próximo evento de eclipse tendrá lugar en septiembre de 2017 y podría ser monitoreado por observatorios amateurs y profesionales de todo el mundo. No hay indicios de una caída en la curva de luz de septiembre de 2017, los eclipses anteriores no fueron hechos por un objeto periódico
Las observacones son consistentes con un anillo alrededor de un compañero previamente invisible que se mueve a través del disco de gas y polvo sobrante de la formación de la estrella. Esos anillos se extenderían alrededor de 50 millones de kilómetros, 200 veces más ancho que los anillos de Saturno, que son de unos 280.000 kilómetros de ancho.
La señal fue descubierta con una combinación de datos de SuperWASP y KELT. 